# Thingstätte (Heidelberg)
Die Heidelberger Thingstätte (ⓘ) ist eine in der Zeit des Nationalsozialismus vorgeblich nach dem Vorbild antiker griechischer Theater als Thingstätte errichtete Freilichtbühne auf dem Heiligenberg in Heidelberg.

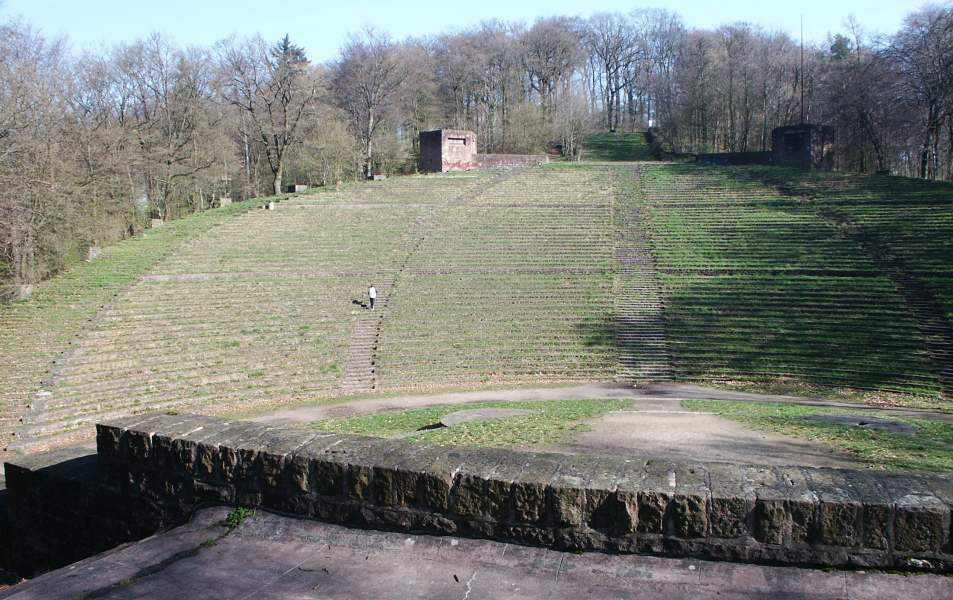
Thingstätte in Heidelberg

 Die Grundsteinlegung für die „Thingstätte Heidelberg“ vollzog sich am 30. Mai 1934 und am 22. Juni 1935 wurde sie unter dem neuen Namen „Feierstätte Heiligenberg“ von Propagandaminister Joseph Goebbels eröffnet. Sie spielte eine bedeutende Rolle in der schnell bedeutungslos werdenden Thingbewegung. Nachdem die Anlage in den Nachkriegsjahren brach gelegen war, fanden dort später vereinzelt wieder Veranstaltungen statt und es wurde allgemein auf die Bezeichnung als „Thingstätte“ wieder zurückgegriffen. Bis 2018 wurde sie hauptsächlich für inoffizielle Walpurgisnachtfeiern genutzt. Die Anlage ist ein geschütztes Kulturdenkmal.

## Geschichte

### Vorgeschichte
In den ersten Jahren nach der Machtergreifung der Nationalsozialisten und als Teil der NS-Kulturpropaganda bildete sich die Thingbewegung heraus. Ihre Zielsetzung war es, „… aus dem Gemeinschaftserlebnis heraus den neuen deutschen Menschen nach dem Willen des Führers zu formen und zu schaffen“.

### Bauplanung

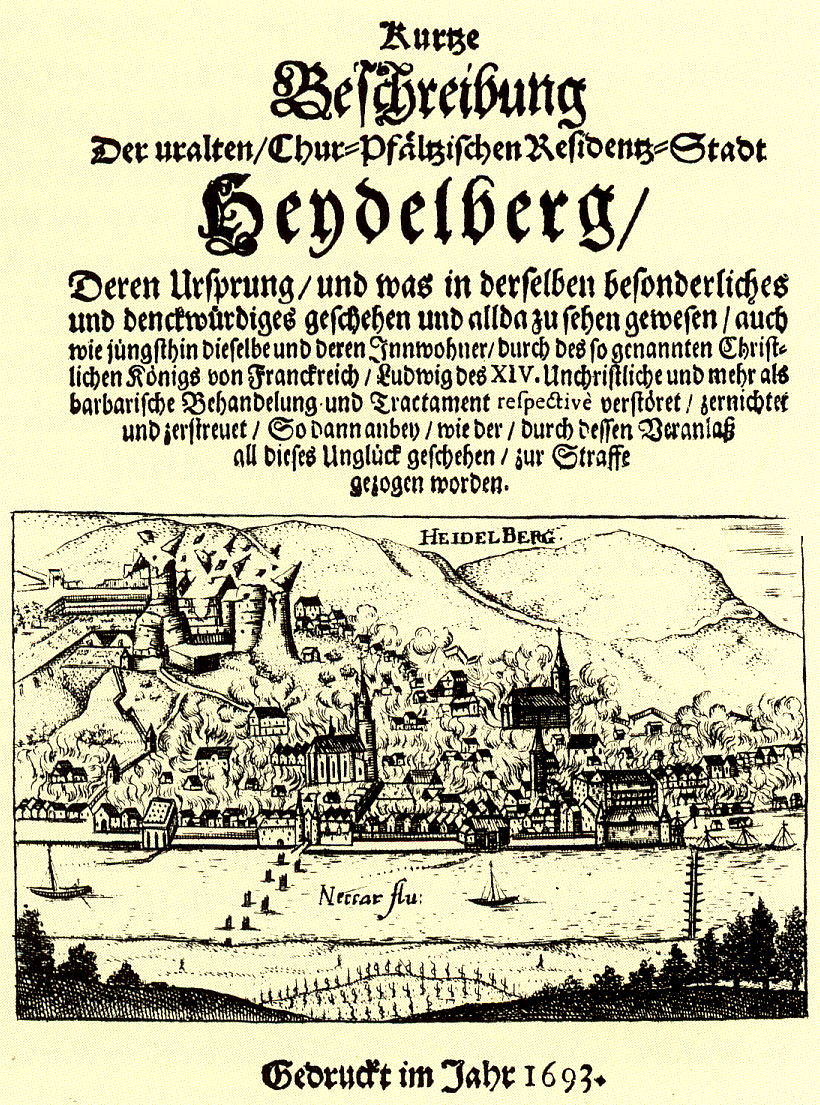
Das zerstörte Heidelberger Schloss wurde zu einem Sinnbild des Pfälzischen Erbfolgekrieges. Zeitgenössische Darstellung (1693), Sprengung des Schlosses und brennende Stadt.

Die Anlage auf dem Heiligenberg wurde als zentraler Ort der Thingbewegung ersonnen und Heidelberg sollte als „ein Salzburg des deutschen Südwestens“ dem Nationalsozialismus weltweit zu Anerkennung verhelfen. Es sollten die alten Heidelberger Festspiele (1926–1929) mit der geplanten Thingstätte wiederbelebt werden, nun aber unter NS-Schirmherrschaft. Es wurde der Name „Reichsfestspiele“ erfunden und beginnend 1934 wurden derartige Spiele – unter dem Reichspropagandaminister Joseph Goebbels – ideologisch genutzt. Die Idee, aus Heidelberg „ein Salzburg des deutschen Südwestens“ zu machen, stammte jedoch substanziell noch aus der Zeit der Weimarer Republik. Die Stadt wurde als „Weltstadt des Geistes“, als „lebendiger Hauch der deutschen Seele“ oder als „Brennpunkt des Reichsgedankens“ zu propagandieren versucht und damit ideologisch überhöht. Heidelberg wurde damit zur „Stadt der Reichsfestspiele“. 1934 wurden diese im Innenhof des Heidelberger Schlosses erstmals inszeniert, sollten eine „Revolutionierung des deutschen Theaters“ einleiten und „repräsentative Zeugen der neuen Kunstauffassung“ werden.
Als seit dem Mittelalter angesehene Studentenstadt, ehemalige Studier- und Lieblingsstadt Goebbels hatte diese gute Aussichten den Zuschlag für das monumentale Bauprojekt zu erhalten. Sie erlangte in jenen Jahren die Betitelung „Wallfahrtsort“, welche die Bedeutung Heidelbergs als einen zentralen Ort der „Reichsfestspiele“ deutlich macht. Bei der Standortwahl für die Thingstätte wurden Vergleiche mit anderen kultischen Stätten in geographischer Nähe herangezogen, so z. B. Heidelberger Schloss, Speyerer Dom und Wormser Dom. Zudem die örtliche Nähe zum 1934 begonnenen Ehrenfriedhof Heidelberg, denn es bot sich die Möglichkeit, unter Instrumentalisierung gefallener Soldaten des Ersten Weltkrieges eine Einheit mit der zu errichtenden neuen Kultstätte zu bilden. Dies förderte insgesamt die Entscheidung für den Standort Heidelberg. Der übersteigerte Totenkult der NS-Zeit fand in diesen Stätten ihren Ausdruck. Die in Sichtweite liegende Schlossruine wurde propagandistisch „für die ganze Größe und Tragik deutscher Vergangenheit“ in Beschlag genommen (Presseunterlagen 20. Juni 1935). In Anknüpfung an angeblich „uraltes Ahnenerbe“ wurde auf dem Heiligenberg ein Versammlungsplatz konstruiert, bei dessen architektonischer Gestaltung sich auf das germanische „Thing“, einem nicht näher zu spezifizierenden Volksversammlungsplatz im Freien, als Vorbild berufen wurde. In diesem Zusammenhang wurde der sagenumwobene Heiligenberg mit dem Heidenloch und den vielen frühgeschichtlichen Siedlungsresten als idealer Standort einer solchen Thingstätte ausgewählt.
Die Thingstätte sollte daraufhin nach Plänen des Architekten Hermann Alker fertiggestellt werden. Sie ist im Grundkonzept als eine Einheit mit dem Heidelberger Ehrenfriedhof auf dem Ameisenbuckel, einem dem Heiligenberg auf der anderen Neckarseite liegenden Höhenzug und dem dazwischen liegenden Schloss konzipiert worden.

### Funktion in der NS-Zeit
Die NS-Ideologie wird im Zusammenhang mit der von ihr angestrebten Volksgemeinschaft in ihren Medien oft als „Glaube“ bezeichnet und die Thingstätte als ein Ort der Huldigung sowie Ausübung jenes „Glaubens“. Dementsprechend lautet zum Beispiel 1935 eine Überschrift der Zeitung Heidelberger Volksgemeinschaft: „Das Thing als Kultstätte des nationalsozialistischen Glaubens“. Die Thingstätte kann somit als ein „heiliger“ Ort und geplante Ausübungsstätte des NS-„Glaubens“ betrachtet werden. Die sakrale Gestaltung des NS-Baues kann als Ausdruck des nationalsozialistischen „Glaubens“ betrachtet werden. Viele Merkmale der Thingstätte manifestieren und unterstützen das beabsichtigte Erscheinungsbild als Sakralort.
Das Nationalblatt berichtete im März 1935 im Zusammenhang mit der Thingstätte in Koblenz, die mit in großer Hektik und Rücksichtslosigkeit auf dem Vorplatz des Kurfürstlichen Schlosses entstanden war, dass volkswirtschaftlicher Wert und hohe Kosten keine Rolle spielen durften und erklärte dies mit einem „tiefen Sinn“ der Thingstätten:
„Der Arbeitsdienst verrichtet grundsätzlich nur solche Arbeiten, deren volkswirtschaftlicher Wert einwandfrei feststeht und deren Durchführung wegen zu hoher Kosten unterbleiben müßte, wenn sie auf dem Wege der freien Wirtschaft unternommen werden sollten. Seit der Arbeitsdienst unter rein nationalsozialistischer Führung steht, ist an diesem Grundsatz unbedingt und immer festgehalten worden. Eine einzige Ausnahme hat die Reichsleitung des Arbeitsdienstes genehmigt: Den Thingplatzbau. Das hat einen tiefen Sinn. Die Thingplätze sollen Heimstätten einer neuen, aus nationalsozialistischer Gestaltungskraft entsprungener Volkskultur und Volkskunst werden.“ Zitat: Nationalblatt (Kreis Kreuznach) März 1935
Dirk Zorbach von der Universität Koblenz analysiert einen anderen Sinn in den Thingbauten. Er betont, dass, durch eine umfassende Propaganda und mit mystisch-rituellen Festen und Feiern, versucht wurde eine politische Ersatzreligion zu etablieren. Zudem musste NS-Heldenkult gerade an solchen Stätten immer gegenwärtig sein. Allgemein wurde mit dem Instrument Thingbewegung und in Anknüpfung an ein vorgeblich uraltes Ahnenerbe probiert, großteils im Dunkeln liegende germanische Rechtstraditionen aus der Versenkung hervorzuholen und nach eigenen ideologischen Vorstellungen zu einem Massenereignis umzufunktionieren. Grundsätzlich ging der Begriff „Thing“ zwar auf eine germanische, rechtsprechende Versammlungsform zurück. Allerdings unterlag die Bedeutung des Wortes je nach Region und historischem Kontext einem häufigen und eklatantem Wandel. Das germanische „Thing“ bzw. „Ding“ war eine Volks-, Heeres- oder Gerichtsversammlung, unter Vorsitz eines Königs, Stammes- oder Sippenoberhauptes, welche unter freiem Himmel stattfand. Der Ablauf eines „Things“ wird in der Germania (Tacitus) geschildert. Seit der Frühen Neuzeit fand sie große Beachtung und entfaltete auf diese Weise eine erhebliche Breitenwirkung. Die neuere Forschung sieht das Werk als durchaus kritisch an und weist auf die problematische Rezeptionsgeschichte hin. In fränkischer Zeit bezeichnete das „Ding“ nur noch das Gericht, eine Versammlung von Rechtsgenossen unter dem Vorsitz eines Richters. Thingstätten im „Dritten Reich“ wurden zur „Erziehung und Disziplinierung“ für die „neuen deutschen Menschen“ gebaut, die dort durch künstlerische und darstellerische Art und Weise transportiert werden sollte. Das Publikum wurde bei diesen Veranstaltungen beabsichtigt miteinbezogen, um dem Propagandaziel der Verschmelzung des Volkes zur NS-Volksgemeinschaft gerecht zu werden. Die Thingspiele und Theaterstücke – besser als kultische Sprechchordramen umschrieben – stellten bildlich und akustisch NS-Ideologie dar. In Heidelberg wurden 1935 bis 1939 jährlich diese Stücke in Reichsfestspielen aufgeführt.
In den NS-Medien wurde stets ein großer ideologischer Nutzen der Thingstättenbewegung behauptet, davon profitierten die verschiedenen Arbeitsdienste, sowie der Thingstättenbau gleichermaßen. Durch den Bau kulturpolitischer Infrastruktur in monumentaler Ausführung, welche über die Landesgrenzen hinaus umfänglich publik zu werden versprach, versuchte das NS-Regime Friedfertigkeit vorzuspiegeln. Auch die in den Strukturen immer mehr paramilitärischen Arbeitsdienste – besonders des späteren RAD – sollten mit ihrer Beteiligung diese kaschieren. Über den kriegsvorbereitenden Grund besonders der 1935 allgemein eingeführten sechsmonatigen Dienstverpflichtig zum RAD und der ebenfalls eingeführten Wehrpflicht – welche dieser vorangestellt wurde – sollte mit möglichst harmlos wirkenden Projekten getäuscht werden.

### Grundsteinlegung
Die Grundsteinlegung vollzog sich am 30. Mai 1934 durch Robert Wagner und Oberbürgermeister Carl Neinhaus. Das Heidelberger Stadtoberhaupt betonte in seiner Festrede die mythische Bedeutung des „heiligen Berges“ und sah in bildlicher Sprache aus dem „roten, blutfarbenen Sandstein [...] die volksnahe Stätte neuen Schauens und Hörens wachsen“.
Sogenannte „Thingstättenweihen“ hatten eine besondere kultische Bedeutung und wurden auch als „Volkswerdungsfeiern“ bezeichnet.

### Bauausführung und Streik
Unterstützt durch die Heidelberger Studentenschaft haben zeitweilig über 1.200 Männer des Arbeitsdienstes auf dem Gelände gearbeitet. Die Pläne stammen von dem Karlsruher Hochschulprofessor Hermann Alker und waren im Endentwurf eine Amphitheateranlage mit 8.000 Sitz- und etwa 5.000 Stehplätzen, zwei sechseckigen Flaggentürmen für Beleuchtung und Ton sowie breiten Aufmarschrampen für zum Beispiel Chor, Spieler und Zuschauer.
Einem Probedruck der Bauzeichnung – der möglicherweise auf einer Zeichnung des Architekten basiert – zur Folge, sollte ein halbrundes Bühnen- und Garderobengebäude die muschelförmige Anlage abschließen, bei der als Hauptunterschied zum griechischen Amphitheater Spielfläche und Zuschauerraum nicht durch ein eigenes großes Szenengebäude getrennt werden. Dadurch sollte eine Gemeinschaft zwischen Darstellern und Volk geschaffen werden. Es sollte in Form eines eiförmigen Freilichttheaters eine Kapazität – im ursprüngliche Entwurf – 10.300 Sitz- und Raum für weitere 20.000 Stehplätze, mit einem Tanzring hinter der Bühne aufweisen. Die Arbeiten begannen April 1934 und sollten bereits im Juli abgeschlossen sein. Dieses Vorhaben wurde jedoch als undurchführbar abgebrochen und es wurde mit reduziertem Plan weitergebaut. Die architektonische Gestaltung dieser Kultstätte wurde aber grundsätzlich mit den üblichen Merkmalen faschistischer Architektur wie Monumentalität und Sachlichkeit fortgeführt. Die Gesamtbaukosten, einschließlich der Schaffung von Park- und Zufahrtsstraßen sowie der Bereitstellung von Wasser und Strom, dürften sich auf etwa 600.000 RM belaufen haben, die alle bis auf 40.000 RM von der Stadt getragen wurden. Die Teilnahme von Arbeitern des Reichsarbeitsdienstes (RAD) wurde hauptsächlich zu Propagandazwecken betrieben. Der Großteil der Arbeiten wurde von professionellen Bauherren ausgeführt. In Alkers ursprünglichem Plan gab es keine elektronische akustische Verstärkung: Das Gebäude in dem nun die elektronischen Verstärker und der hintere Teil der Bühne – in dem die Umkleidekabinen der Schauspieler untergebracht werden sollten – fehlte noch in den Plänen. Es sollte dort vormals nur eine hohe visuelle Barriere gebaut werden, die auch einen Widerhall des Publikums reflektieren sollte. In frühen Thingstätten wie dieser jedoch, insbesondere aber in dem der Region Brandberge bei Halle, war die gute bauliche Gesamtakustik der antiken griechischen Amphitheater nicht gegeben. Das Freilichttheater in Heidelberg wurde daher nun mit 8 Mikrofonleitungen projektiert, die von 17 Bühnenmikrofonen gespeist wurden, zusätzlich mit 7 Lautsprechern am Bühnenrand und auf dem Bühnengebäude, das niedriger als ursprünglich geplant verwirklicht werden sollte und dieses zudem beidseitig mit Rampen versehen. Es wurde als zusätzliche Bühnenfläche mit eingeplant. Jetzt konnte zum Beispiel das gesamte Freilichttheater von einer langen Reihe von Fahnen- oder Fackelträgern umringt werden. Zwei Türme auf der Rückseite der Anlage, sowie oben auf den Tribünen, beherbergten die Bedienelemente für den Ton und die Beleuchtung, einschließlich eines Mischpults. Die elektrischen Installationen sollten das Abspielen von Tonaufnahmen und das Übertragen von Radiosendungen auf der Bühne, sowie das akustische Verstärken von Bühnendarstellern, die für Aufführungen von Thingspiel-Dramen wichtig erschienen, ermöglichen. Die Pläne für die Thingstätten an der Loreley und im Barnstorfer Wald (Rostock) wurden aufgrund der akustischen Erfahrungen mit der Thingstätte Heidelberg modifiziert.
Auf dem Heiligenberg entstanden bei Bauausführung irreparable Schäden an der noch vorhandenen geschichtlichen Hinterlassenschaft. Die Arbeiten zentrierten sich auf die Mitte einer keltischen Großsiedlung inmitten einer teilweise noch erhaltenen doppelten Ringwallanlage. Der felsige Untergrund musste teilweise mit Sprengungen nutzbar gemacht werden. Obwohl Scherben keltischen Ursprungs gefunden wurden, sind archäologische Zeugnisse nicht dokumentiert worden.
Projektierte 400 kleinere Thingstätten mit 5000 bis 10000 Menschen Zuschauerkapazität sollten in den nachfolgenden Jahren im Deutschen Reich errichtet werden. Die Thingbewegung ebbte allerdings schon 1936 ab – letztendlich wurden 66 solcher Anlagen errichtet. Ein genaueres Datum für den Baubeginn ist unklar. Der Freiwillige Arbeitsdienst (FAD) rückte frühestens im April 1934 zur Arbeit an. Dessen Tätigkeiten standen im Zeichen der „nationalen Arbeitsschlacht“, wie es damals die „gleichgeschalteten“ Medien darstellten. Der sogenannte „Freiwillige Arbeitsdienst“ arbeitete in zwei, später in drei Schichten, für jeweils eine Reichsmark Lohn pro Tag. Vom Dienst wurde für Erdbewegungen ein Feldbähnchen aufgebaut, allerdings ohne Zugmaschine – nur mit Kippwagen, die geschoben werden mussten.

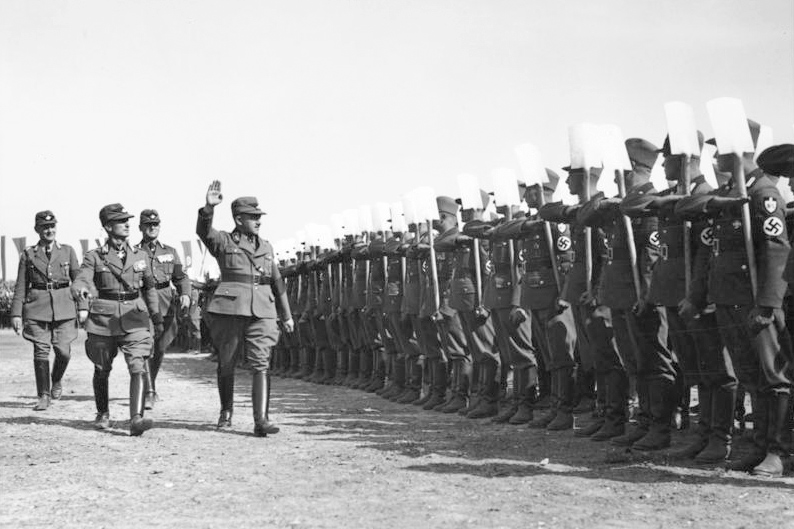
Konstantin Hierl (* 24. Februar 1875 in Parsberg; † 23. September 1955 in Heidelberg), deutscher Offizier, NS-Politiker und Funktionär, beim Abschreiten eines RAD-Spaliers auf dem Tempelhofer Feld, 1. Mai 1934

Baufertigstellung der Anlage war für die Sonnwendfeier 1934 geplant. Infolge des felsigen Untergrundes kam es jedoch zu Verzögerungen. Die Eröffnungsfeier fand dadurch erst am 22. Juni 1935 statt.
Zuvor streikten die ebenfalls beim Bau der Thingstätte beschäftigten Notstandsarbeiter. Die Politische Exilzeitschrift Deutschlandberichte der Sozialdemokratischen Partei Deutschlands (Sopade) berichtete: „Auf der Arbeitsstelle der Thingstätte in Heidelberg kam es in der letzten Woche vor der Fertigstellung zu einer Art Streik in Form passiver Resistenz. Die Notstandsarbeiter außer dem Arbeitsdienst sollten nachts arbeiten ohne Mehrbezahlung. Sie stellten die Forderung auf 30 Prozent Lohnzuschlag, welche abgelehnt wurde. Darauf verweigerten die Arbeiter die Nachtarbeit. Nach drei Nächten wurden ihnen die 30 Prozent bewilligt.“ Die Deutschland-Berichte der Sopade gründeten auf der Basis eines umfangreichen Netzes von Zuträgern aus dem Reich und stellen eine bedeutende und unzensierte Informationsquelle für das Alltagsleben und die Haltung der Bevölkerung zum Regime im nationalsozialistisch regierten Deutschland dar.

### Fehlplanungen und Auswirkungen

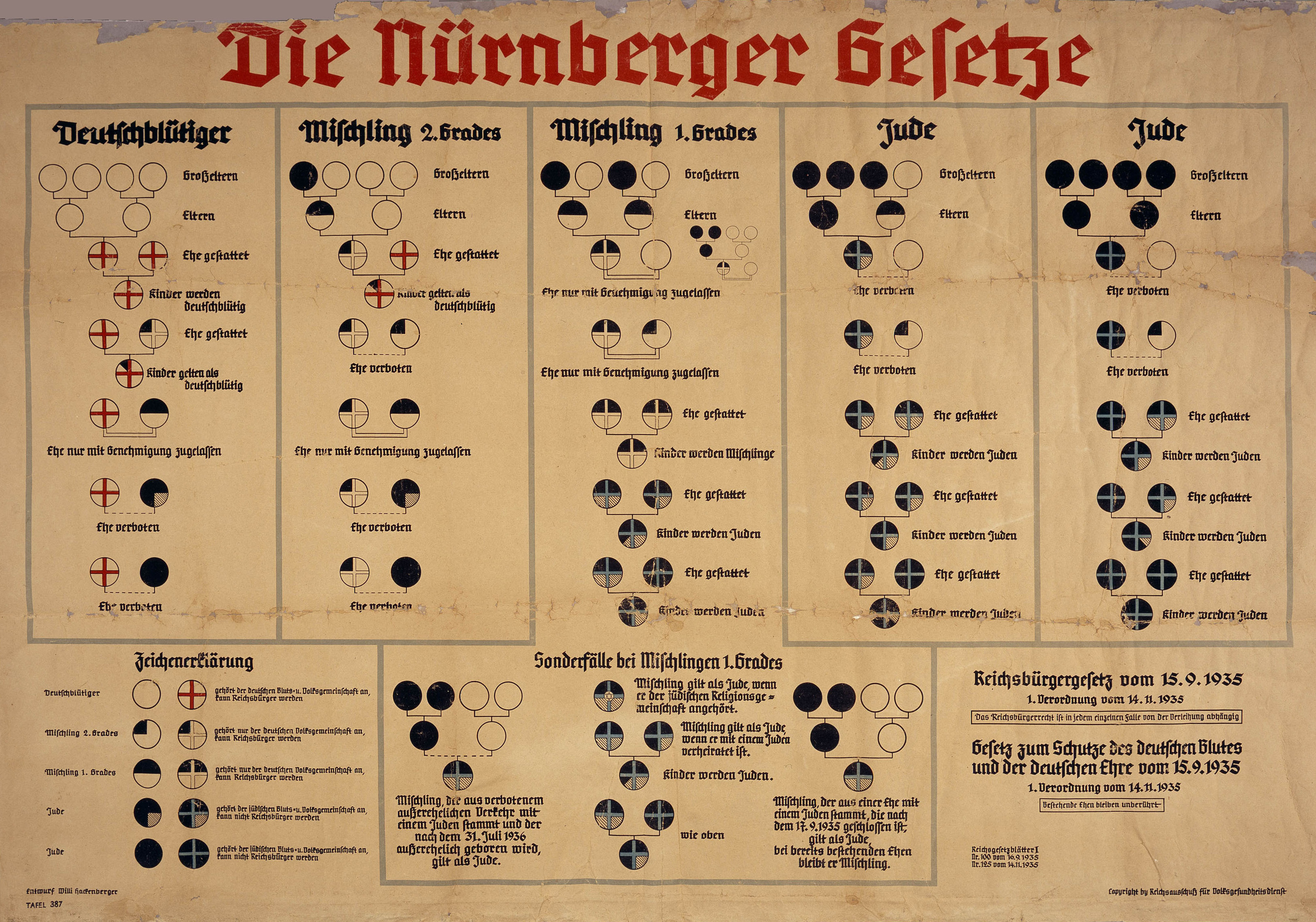
Bildtafel zum „Blutschutzgesetz“ (1935)

Von 1931 bis 1935 war Konstantin Hierl Leiter des Freiwilligen Arbeitsdienstes der NSDAP. Nach der „Machtergreifung“ wurde er im März 1933 zum Staatssekretär im Reichsarbeitsministerium und im Jahr darauf zum Reichskommissar für den Freiwilligen Arbeitsdienst ernannt. Als am 26. Juni 1935 die Arbeitsdienstpflicht eingeführt wurde, übernahm Hierl als „Reichsarbeitsführer“ die Leitung des neu geschaffenen Reichsarbeitsdienstes (RAD). Die Arbeiten an den vielen und ausufernden Thingstätten im Deutschen Reich standen unter hohem Termindruck. Hinzu kam, dass die 1934 überarbeiteten Planungen die meist zehn- bis zwanzigfache Zuschauerplätze vorsahen, mit vermehrt technischen Schwierigkeiten, für die viele Facharbeiter aus der Privatwirtschaft herangezogen werden mussten. Der Arbeitsdienst war schon frühzeitig überlastet. Es mussten zudem viele Notstandsarbeiter eingesetzt werden. Der Einsatz letzterer Gruppen wurde von der NS-Propaganda heruntergespielt und die ideologische Wirkung des Reichsarbeitsdienst zur Schaffung der nationalsozialistischen Volksgemeinschaft überhöht. Goebbels pries daher in seiner Eröffnungsrede auf dem Heiligenberg explizit den Reichsarbeitsdienst an.
Bereits 1934 wurde Hanns Niedecken-Gebhard als Spielleiter der Pilotinszenierung eines Thingspiels unter freiem Himmel auserkoren: Richard Euringers Deutsche Passion (1933), Hörwerk in 6 Sätzen. Er sollte im Rahmen der „Heidelberger Reichsfestspiele“ die erste repräsentative Thingstätte bespielen. Das Werk handelte von einem namenlosen untoten Soldaten, der die zerrissene Bevölkerung zur „Volksgemeinschaft“ vereint. Seine Aufgabe war es das vormalige Hörwerk nicht für ein Radioprogramm, sondern für die Bühne und in visuell darstellbare Bewegung zu übersetzen. Die Thingstätte am Heiligenberg war aber zum Termin noch mitten im Bau. Durch diese Fehlplanungen musste er auf den altbekannten Heidelberger Schlossplatz als Spielort ausweichen. Auf kleinstem Raum beschränkt verlief die als Massentheater geplante Aufführung im Chaos. Seine Karriere als Thingspielregisseur war schon am Start beendet. Dem Thingspiel allgemein gesehen kann kein Misserfolg nachgesagt werden, denn das Gefolgschaftsritual in verschiedensten Formen war im Alltag bereits installiert. Der Herrschaftsapparat war bereits konsolidiert, Beispiel: Nürnberger Gesetze. Das kultische Moment der „Volksgemeinschaft“ war ohnehin verabschiedet.
Niedecken-Gebhard war in den 1930er Jahren maßgeblich an der Entwicklung des Thingspiels beteiligt. Die Grundzüge des Thingspiels entwickelte er aus seiner Beschäftigung mit den Opern von Georg Friedrich Händel im Zuge der „Händel-Renaissance“ in den 1920er Jahren. Er inszenierte später die Eröffnungsfeier der Olympischen Sommerspiele 1936, in deren Veranstaltungsrahmen ebenfalls Thingspiele stattfanden. In der direkten Folgezeit war er Leiter der monumental angelegten Festspiele in Breslau und München.

### Nutzung im Dritten Reich
In den 56 Zuschauerreihen, die 25 Meter schräg ansteigen, fanden bei der Eröffnung angeblich 20.000 Menschen Platz, ausgelegt war die Anlage für wesentlich weniger. Das Halbrund der „Feierstätte“ wurde am 22. Juni 1935 von Propagandaminister Goebbels eröffnet. Zu diesem Anlass waren zum einzigen Mal die Plätze voll besetzt. Es war traditionell ein Tag für Sonnenwendfeiern. Goebbels führte in seiner Ansprache aus:
»In diesem monumentalen Bau haben wir unserem Stil und unserer Lebensauffassung einen lebendigen plastischen und monumentalen Ausdruck gegeben. [...] Diese Stätten sind in Wirklichkeit die Landtage unserer Zeit. [...] Es wird einmal der Tag kommen, wo das deutsche Volk zu diesen steinernen Stätten wandelt, um sich auf ihnen in kultischen Spielen zu seinem unvergänglichen neuen Leben zu bekennen.«

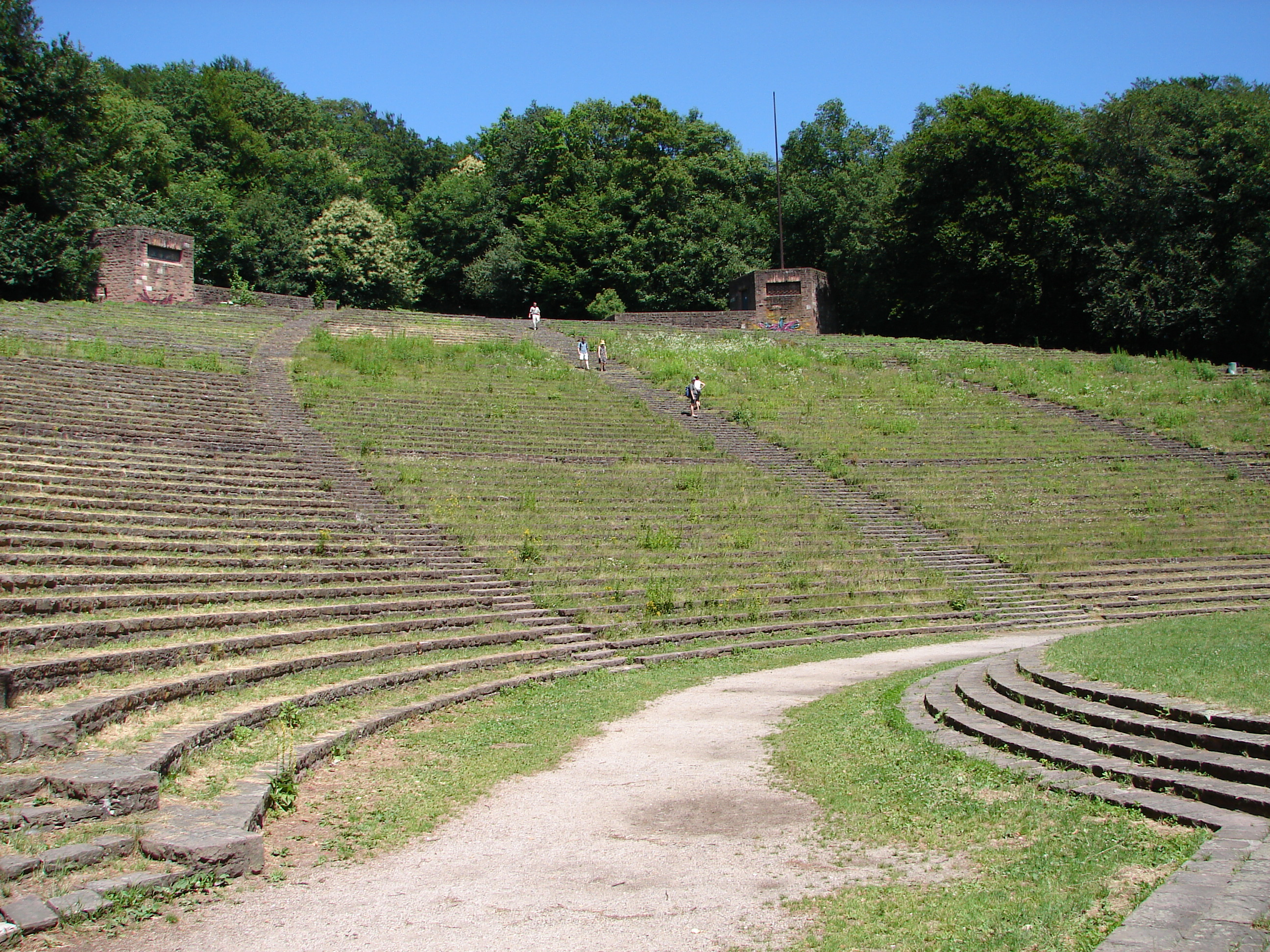
Die Zuschauerränge bilden ein Halbrund

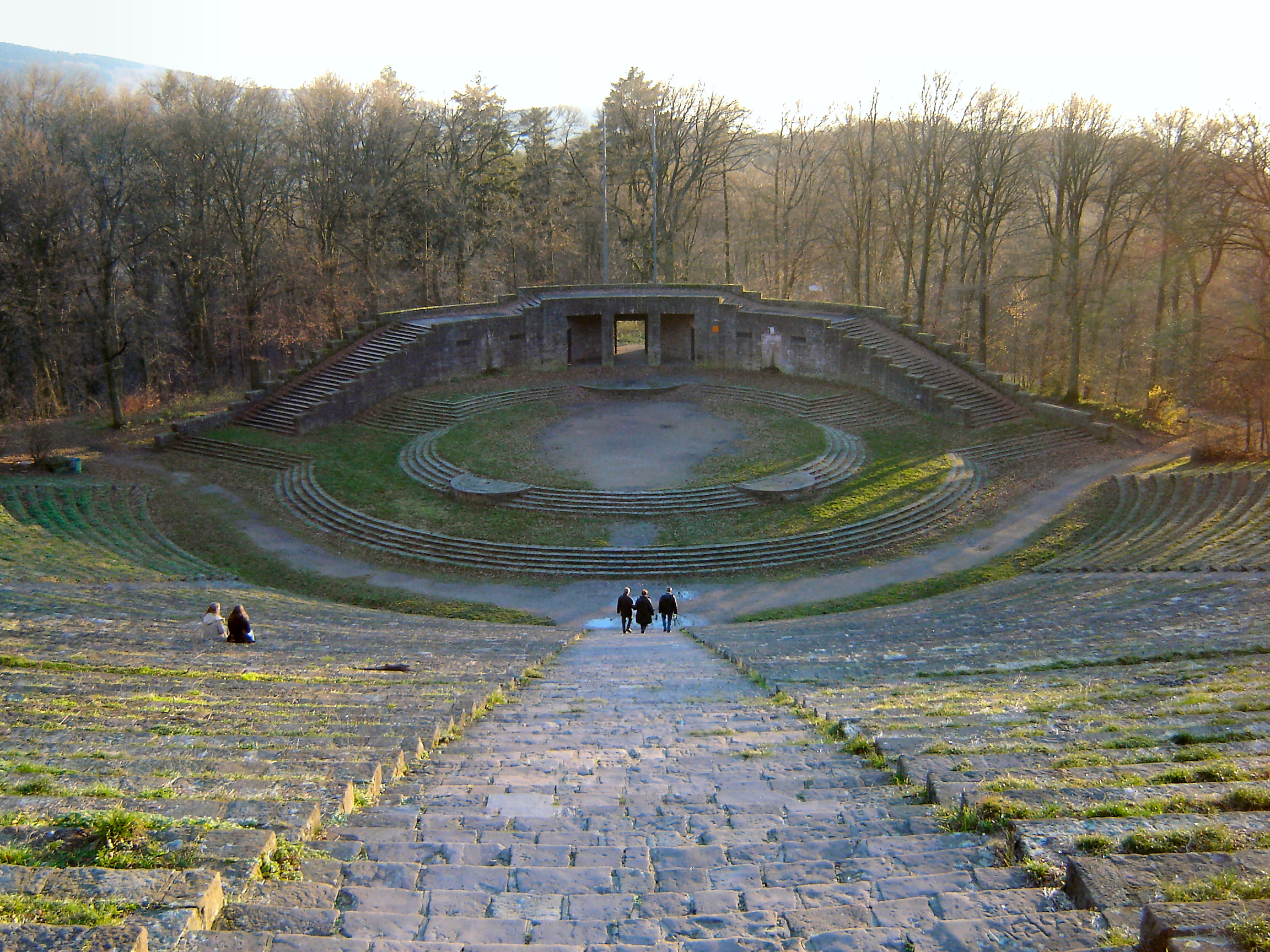
Blick auf die Bühne

Nach zwölfmonatiger Bauzeit und damit neun länger als zunächst eingeplant, überhöhte Goebbels bei der Einweihung im Rahmen einer Sonnwendfeier die Anlage ideologisch als „wahre Kirche des Reiches“ und Stätte „steingewordenen Nationalsozialismus“. Es wurde behauptet, dass die Thingstätte, auf einem angeblich germanischen Kultplatz errichtet worden sei, womit sie als Bestandteil der nationalsozialistischen Blut-und-Boden-Mystik ausgegeben wurde. Die Bühne sollte vor allem für Propagandaveranstaltungen genutzt werden. In den darauf folgenden Jahren gab es einige Vorstellungen von Thingspielen wie etwa »Der Weg ins Reich«, oder »Das Oratorium der Arbeit«. Doch schon bald verloren die Nationalsozialisten das Interesse an der Anlage, da der Rundfunk ein effektiveres Instrument zur Verbreitung von Propaganda darstellte. Bis 1939 wurden weiterhin Feste zur Sonnenwende inszeniert, wobei insbesondere die für die damalige Zeit hochtechnische Ausstattung mit Tonmischpult, Lautsprecheranlage und Scheinwerferbeleuchtung erwähnenswert ist. Im Jahr 1939 führte das Stadttheater Heidelberg Schillers »Braut von Messina« auf. Es wurden sogenannte „völkischen Feier- und Weihestunden“, hier zelebriert. Diese waren alles andere als harmloses sommerliches Freilichttheater: Aufmärsche und Massenkundgebungen unter freiem Himmel, dazu ideologische „Thingspiele“ sollten zu einer Umerziehung in einen „neuen deutschen Menschen“ – unter strenger Kontrolle durch die neuen Machthaber – beitragen. Die Heidelberger Thingstätte belegt Adaption und Verfremdung der historischen Thingidee durch das NS-Regime. Anstatt eine angeblich historische Versammlung und Besprechung von Angelegenheiten in den Mittelpunkt zu stellen, ermöglichten die unter den Nationalsozialisten errichteten Thingstätten in ihrer Grundstruktur – wie auch in Heidelberg – durch ihre baulich zentrische Anlage eine Inszenierung des Führerkults.
Ein Aufruf der Kreisleitung der NSDAP der nach dem Thingspiel „Weg ins Reich“ erging, als Besucher versucht hatten, sich vor einer regnerischen Sturmböe in Sicherheit zu bringen, verdeutlicht im Zitat einiger Formulierungen daraus das „neue Menschenbild“ der NS-Ideologie:
„Es war sehr lehrreich festzustellen, wie (…) viele Volksgenossen ihr kleines ,Ich’ wieder in den Mittelpunkt ihres Daseins stellten, als die ersten Regentropfen fielen und dunkle Wolken den Himmel verfinsterten.“
Zwar wurde durchaus eine drohende Massenpanik wahrgenommen, aber die Ordner waren lediglich dazu angehalten:
„ (...) dem Einzelnen klar zu machen, dass das neue Kleid und der schöne Hut, ja sogar die Gefahr eines eventuell ankommenden Schnupfens nicht so wichtig sind.“.
Die Formulierung „,Ich’ Menschen und Feiglinge haben auf einer Thingstätte nichts verloren!“, wurde im Aufruf bezeichnenderweise gleich zweimal bemüht.
Die Anlage in Heidelberg galt in NS-Führungskreisen als vorbildlich und als Modell für vergleichbare Bauten, darunter die noch bestehenden auf der Loreley, die Bad Segeberger- und die Dietrich-Eckart-Bühne in Berlin. Insbesondere die installierte Ton- und Licht-Anlage galt als Wunderwerk der Technik. Diese wurde von Fachleuten aus dem In- und Ausland bestaunt. Die Eröffnungsfeier mit Fahnenwald, Großaufgebot an Uniformierten, Musik und Riesenchor war von den Zuschauerzahlen bereits der Rekord. Diese Anzahl wurde bei späteren Sonnwendfeiern und Thingspielen nicht mehr erreicht. In ihrer Massenwirksamkeit blieb die gesamte Thingbewegung auch allgemein weit hinter den gesteckten Erwartungen zurück. Grundsätzlich vermochte die eigens als neue Gattung kreierten Thingspiele und ihre langatmige und monotone Mischungen aus Chor- und „Passionsspiel“ das Publikum nicht dauerhaft umfänglich anzulocken. Zudem machten die Widrigkeiten der unbeständigen Witterung und der fehlende Schutz gegen diese die Veranstaltungen oft unpopulär und stellten die NS-Organisatoren vor Probleme. Aber grundsätzlich passte die angedachte rituelle Vereinigung von „Volksgenossen“ unter freiem Himmel an Orten mit kraftvoll zu empfindender germanischer Vergangenheit auch zudem nicht in das als fortschrittlich ausgegebene Konzept eines anbrechenden „neuen Zeitalters“. Somit verlor die NS-Propaganda allmählich das Interesse an der pseudogermanischen Thingbewegung.
Während des Zweiten Weltkriegs war die Anlage weitgehend ungenutzt. Bereits im Jahr 1936 war per Erlass die Bezeichnung „Thingstätte Heidelberg“ in „Feierstätte Heiligenberg“ umgewandelt worden. Zuvor Schauplatz von Thingspielen, Fahnenweihen der Hitlerjugend, Theateraufführungen und anderen Propagandaveranstaltungen, endete die Funktionsgeschichte als Stätte „steingewordenem Nationalsozialismus“, durch die Aufstellung eines Flak-Turms zur Flugabwehr 1942.

### Nutzung in der Nachkriegszeit

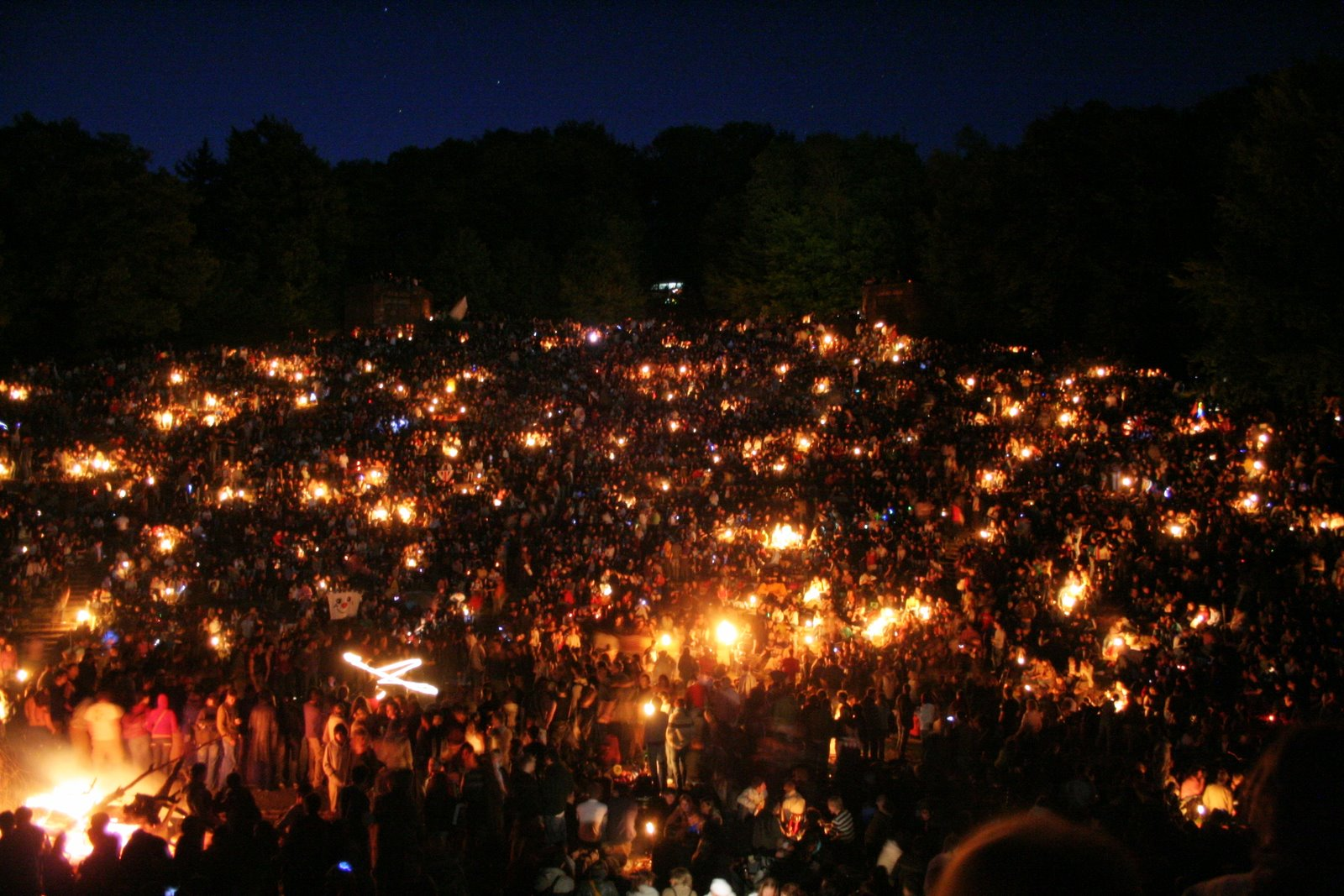
Nächtliche Feier am 1. Mai 2007

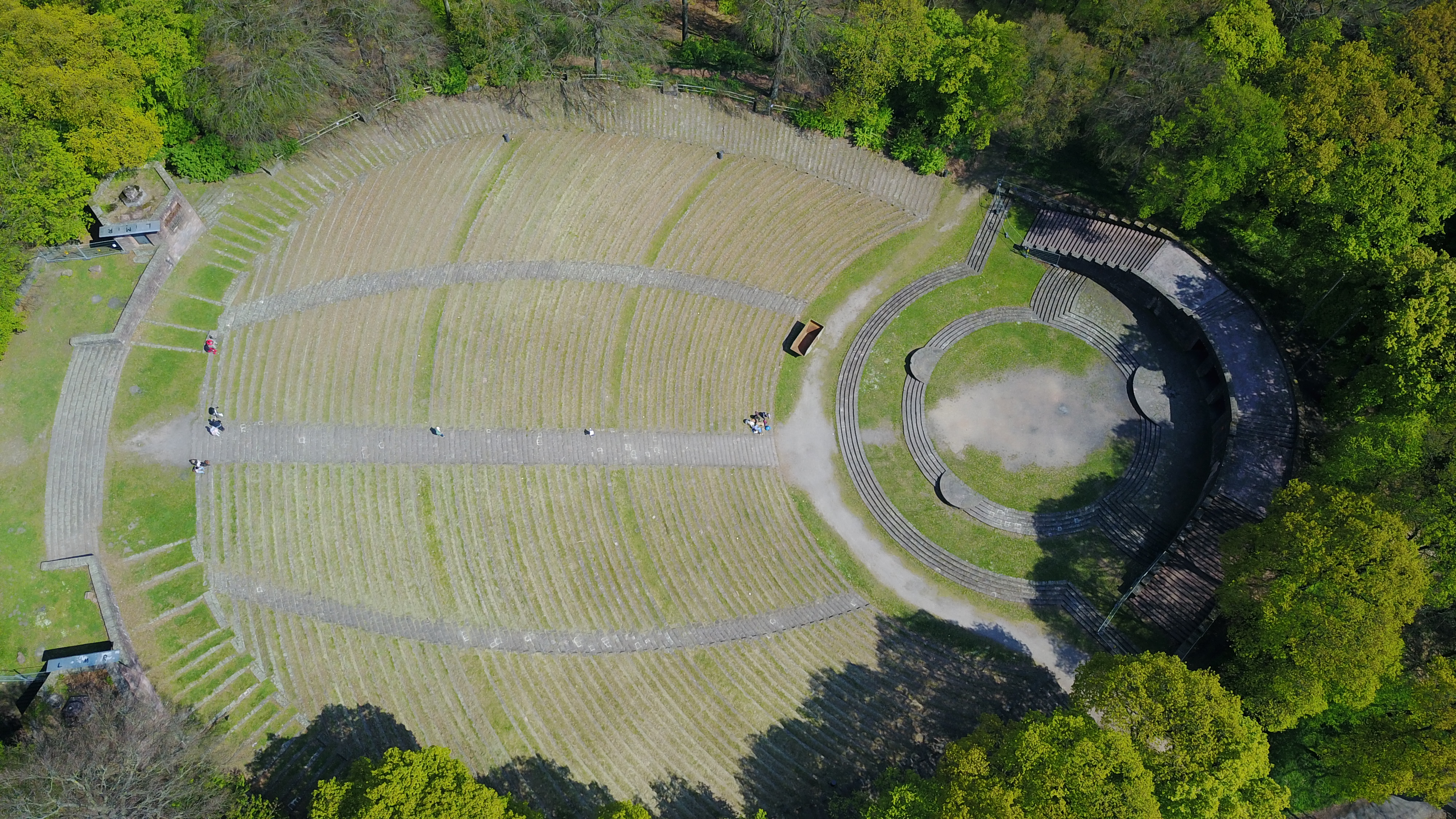
Luftaufnahme

Nach dem Zweiten Weltkrieg ließ man die als Feierstätte ausgeschilderte Thingstätte weitestgehend verfallen. Einige Jahre lang hielt die US-amerikanische Gemeinde in Heidelberg ihre Ostersonnenaufgangsfeier auf der Thingstätte ab oder es trafen sich dort Jugend- oder Sportgruppen.
Inzwischen steht die Anlage unter Denkmalschutz. Früher wurde sie für Freiluftkonzerte (zum Beispiel Opernaufführungen, Konzerte von Udo Jürgens, Placido Domingo, Montserrat Caballé) genutzt, auch wenn das Gelände wegen der schwierigen Infrastruktur (fehlende sanitäre Anlagen, schwierige Zufahrt usw.) nicht einfach zu bewirtschaften ist.
Von den 1980er Jahren bis 2017 fand jährlich in der Walpurgisnacht eine Feier ohne Veranstalter statt, die zur größten inoffiziellen Feier Heidelbergs wurde. In der Nacht zum 1. Mai zogen zuletzt Tausende von Menschen auf den Heiligenberg und feierten ein Fest, bei dem es weder kommerzielle Verkaufsstände noch elektrisches Licht gab. Das Betreten der Anlage ist zwar nachts von Seiten der Stadt aus Haftungsgründen verboten, wurde jedoch geduldet. Polizei, Feuerwehr und THW erlaubten üblicherweise ein größeres Feuer sowie Feuerspucker, die ihr Können zur Schau stellten. Des Weiteren war das THW Heidelberg für die Notbeleuchtung abgestellt. In den Tagen danach bedeckten enorme Mengen Müll das Gelände. In manchen Jahren nahmen bis zu 20.000 Menschen an der Feier teil. Im Dezember 2017 verbot die Stadt Heidelberg kommende Walpurgisnachtfeiern aufgrund der zuvor durch Besucher ausgelösten Waldbrände und notwendigen Verletztenbergung.